# جروبنفهر

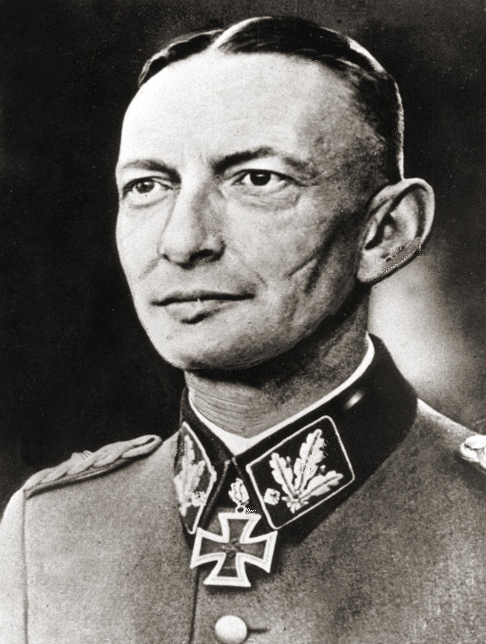
SS- جروبنفهر هاينز رينفارث يرتدي شارة رتبة ما بعد أبريل 1942

جروبنفهر ( [ˈɡʀʊpn̩.fyːʀɐ] ، كان "زعيم جماعة") رتبة شبه عسكرية في الحزب النازي (NSDAP)، التي أنشئت لأول مرة في عام 1925 بوصفها أحد كبار رتبة SA .  منذ ذلك الحين، يتم استخدام مصطلح جروبنفهر أيضًا لقادة مجموعات/فرق الشرطة وإدارات الإطفاء والجيش والعديد من المنظمات الأخرى.

## التاريخ
في عام 1930، أصبحت رتبة جروبنفهر من رتب الإس إس ومنحت في الأصل لهؤلاء الضباط الذين قادوا SS-Gruppen وكذلك على كبار ضباط شوتزشتافل. في عام 1932 ، أعيد تنظيم SS وتم إصلاح SS-Gruppen إلى SS-Abschnitte . أمر وغروبنفهرر وSS-Abschnitt بينما رتبة جديدة، وذلك من أوبر غروبن فوهرر، أشرف على SS-Oberabschnitte التي كانت أكبر وحدات SS في ألمانيا. 

## شارة

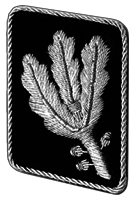
التصحيح جورجيت  [لغات أخرى]‏ حتى أبريل 1942 ( ألجيماينه إس إس وفافن إس إس )
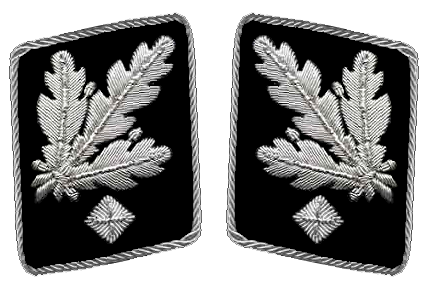
بقع Gorget 1942-1945 (Allgemeine SS و Waffen-SS)
لوحة الكتف (افن-SS)
SA Gorget التصحيح
NSFK Gorget patch
NSKK Gorget patch